# Pastor Torao Sikara
Pastor Torao Sikara (ur. 14 kwietnia 1915, zm. 6 marca 1969) – polityk z Gwinei Równikowej.
Pochodził z grupy etnicznej Bubi. W młodości pracował jako nauczyciel, początkowo w Fernando Poo, następnie zaś w Rio Muni. Później zajmował się uprawą roli. Zaangażował się w działalność niepodległościową, był jednym ze współzałożycieli centrolewicowego Ruchu Wyzwolenia Narodowego Gwinei Równikowej (MONALIGE). Pełnił również funkcję przewodniczącego tego ugrupowania. Brał udział w negocjacjach dotyczących przyszłego statusu Gwinei Hiszpańskiej. W lutym 1967, wraz z Atanasiem Ndongo i Agustínem Grange, udał się do metropolii spotykając się między innymi z Luisem Carrero Blanco oraz Fernando María Castiellą. Uczestnik Konferencji Konstytucyjnej Gwinei Równikowej (1967-1968). 16 października 1968, cztery dni po ogłoszeniu niepodległości, został przewodniczącym Zgromadzenia Narodowego nowo powstałego kraju.
Aresztowany z rozkazu prezydenta Francisco Macíasa Nguemy w związku z nieudanym zamachem stanu z 4 i 5 marca 1969. Został zamordowany kolejnego dnia wraz z politykiem i dyplomatą Saturninem Ibongo Iyangą.